# Haplotrematoidea
Haplotrematoidea is een superfamilie van weekdieren uit de klasse van de Gastropoda (slakken).

## Taxonomie
De volgende familie is bij de superfamilie ingedeeld:
- Haplotrematidae H.B. Baker, 1925